# Giao hưởng số 1 (Sibelius)
Giao hưởng số 1, cung Mi thứ , Op.39 là bản giao hưởng đầu tiên của nhà soạn nhạc người Phần Lan Jean Sibelius. Ông viết bản giao hưởng này vào năm 1899. Trong tác phẩm ông đã pha trộn nét độc đáo của bản thân mình với phong cách Slav có từ Pyotr Ilyich Tchaikovsky. Bản giao hưởng đã mở ra một chặng đường sáng tác cực kỳ phong phú và đầy hiệu quả với sáu bản giao hưởng còn lại, các bản giao hưởng thơ, nhạc thính phòng, nhạc cho piano, cho sân khấu,... chặng đường kéo dài hơn 30 năm.